# Rie Rasmussen
Rie Rasmussen (ur. 14 lutego 1978 w Kopenhadze w Danii) – duńska modelka, aktorka, reżyser filmowy i fotograf. Została odkryta w wieku 15 lat przez znanego łowcę modelek G. Simona Chafika, gdy spędzała wakacje w Nowym Jorku. Rie ma dziewięcioro rodzeństwa.

## Filmografia
- 2009: Human Zoo
- 2009: Romance in the Dark
- 2005: Angel-A
- 2004: Il Vestito
- 2004: Thinning the Herd
- 2003: Nobody Needs to Know
- 2002: Femme fatale